# 冷泉伏特加
冷泉伏特加 是台灣製造的伏特加，在桃園兔子坑生產, 使用龜山冷泉水釀造，曾在2015年獲得美國舊金山世界烈酒大賽銀牌獎
冷泉伏特加是由單一穀物（小麥）作為原料，經過糖化液態發酵後，第一次採用單向蒸餾器進行第一次的蒸餾，再經過連續回流蒸餾器，讓酒多次回流，之後再用日本活性炭過濾。